# Bellingham Bells
Bellingham Bells je vysokoškolský letní baseballový tým v lize West Coast League. Jejich hlavním účelem je nabídnout svým fanouškům, sponzorům a partnerům dobrou baseballovou podívanou a zábavu v příjemné atmosféře.
Tým bývá skládán z hráčů z těch nejlepších vysokoškolských programů a za poslední roky si jim prošli kanadský nadhazovač Jeff Francis, nynější hráč St. Louis Cardinals Marc Rzepczynski a produkti okresu Whatcom nadhazovač Ty Taubenheim, pálkař Kevin Richardson a fotbalový quarterback Jack Locker.